# Tour de l'Argent
Ne doit pas être confondu avec La Tour d'Argent.
La Tour de l'Argent (Torre de la Plata en espagnol) est une tour almohade de la ville andalouse de Séville (Espagne), construite vers 1220. Elle faisait partie des fortifications érigées autour du centre historique de la ville et de l'Alcazar par les Almoravides et les Almohades entre les XIe et XIIIe siècle.
Elle se trouve sur la rue Santander, dans le quartier de Santa Cruz.
Son nom viendrait du fait que l'argent ramené de l'Amérique au XVIe siècle lors de la Course aux Indes y aurait été conservé. La même légende expliquerait le nom de la Tour de l'Or.

## Histoire

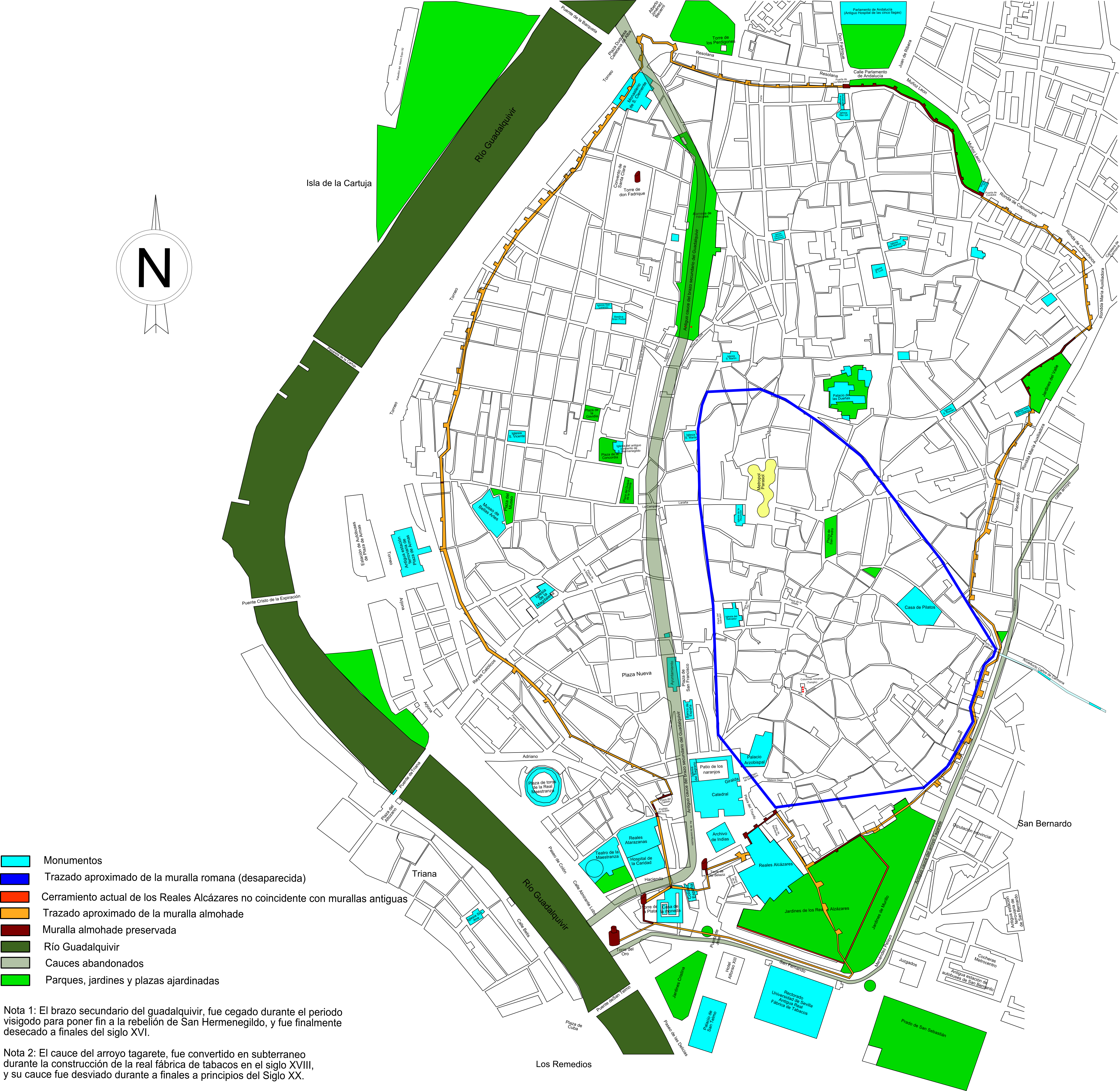
Carte des murailles de Séville au XVIIe siècle dessinées sur le plan actuel du centre historique de Séville. On y retrouve le tracé de la muraille entourant l'Alcazar le long de laquelle se trouve la Tour de l'Argent.

Aux XIIe et XIIIe siècle, les Almohades entretinrent et améliorèrent les fortifications construites entre les XIe et XIIe siècle par les Almoravides pour protéger la ville des troupes des rois Alphonse VI et Alphonse VII,. C'est à la fin de cette période, au début du XIIIe siècle, que fut construite la Tour de l'Argent. Elle ne faisait pas partie de l'enceinte principale mais se trouvait le long de la muraille partant de l'enceinte proprement dite et entourant l'Alcazar en passant par la Tour de l'Argent avant de rejoindre la Tour de l'Or, le long du Guadalquivir, par une coracha (es), un pan de muraille perpendiculaire à l'enceinte principale. Contrairement à la plupart des tours qui étaient de section rectangulaire, la Tour de l'Argent, plus massive, comme les autres tours palatines, a une base octogonale. Le pan de la coracha situé entre la Tour de l'Or et la Tour de l'Argent fut démoli en 1821,.
À partir de 1859, l'éventuelle destruction des murailles, qui se trouvaient alors dans un état déplorable, fut intensivement débattue entre le conseil municipal (partisan de la démolition), la Commission des Monuments, l'Académie des Beaux-Arts et la Société Economique d'Amis du Pays (Sociedad Económica de Amigos del País). Il fut décidé de détruire partiellement l'enceinte et de supprimer plusieurs portes. À la suite de la révolution de 1868, un des premiers objectifs du nouveau gouvernement fut l'éradication des murailles. Mais malgré cette destruction extensive, quatre portes de ville (sur les 19 que la ville comptait à l'origine) furent sauvées de la démolition, ainsi que trois tronçons de murailles et sept tours, dont la Tour de l'Argent. Sur le tronçon de la muraille où se situe la Tour de l'Argent se trouve en outre quelques pierres du Guichet du Charbon (un ancien accès à la ville) et un pan de la muraille qui unissait la Tour de l'Argent et la Tour de l'Or.
La Tour de l'Argent se trouve englobée depuis le XVIIe siècle dans un édifice bâti à la rue Santander par l'architecte italien Vermondo Resta (es) et se retrouve ainsi quasiment entièrement cachée à la vue. Elle fut partiellement restaurée et mise en valeur entre 1989 et 1992. Elle fait partie de l'enceinte de la Maison de la monnaie (Séville) (es), depuis laquelle elle est entièrement visible,,.